# 985 Rosina
A 985 Rosina (ideiglenes jelöléssel 1922 MO) egy marsközeli kisbolygó. Karl Wilhelm Reinmuth fedezte fel 1922. október 14-én, Heidelbergben.